# 塞琉西亚军区
塞琉西亚军区（希臘語：θέμα Σελευκείας，转写：thema Seleukeias）是拜占庭帝国的一个军区，位于小亚细亚南部海岸，今土耳其境内，首府为伊苏利亚的塞琉西亚（今錫利夫凱）。

## 历史
古典时代晚期，塞琉西亚港为罗马伊苏利亚行省首府，也是伊苏利亚伯爵驻地。8世纪，其被证实为海员军区基比拉奥特的下属区划。不过到了9世纪，其成为一个小的要冲区，夹在基比拉奥特、安纳托利亚、卡帕多西亚等大一些的军区以及海洋之间。并沿拉莫斯河与阿拔斯哈里发在奇里乞亚的土地相接。根据阿拉伯地理学家的记载， 9世纪时该要冲区以塞琉西亚为首府，另外掌管着十个要塞，下辖有5000名士兵，其中500名是骑兵。
塞琉西亚升格为正式军区发生于羅曼努斯一世任期内，可能是在927至934年之间。根据君士坦丁七世的《军区概论》，军区的沿海和腹地分为两部分指挥。
1071年曼齐刻尔特战役之后该地区落入塞尔柱突厥手中。与此同时，该地区内部的多山地带主要由几个世纪之前定居于此的亚美尼亚人占据。1099/1100年，拜占庭帝国收复此地并重新加强了塞琉西亚与科律克索，前者再次成为拜占庭军事总督（将军）的治所。但是作为一个拜占庭省份，它在1180年之后不久被奇里乞亚亚美尼亚王国占领。

### 脚注
1. 1 2 3  Kazhdan 1991，第1866頁.
2. ↑  Hild & Hellenkemper 1990，第45, 47, 403頁.
3. 1 2 3  Hild & Hellenkemper 1990，第403頁.
4. 1 2 3 4  Pertusi 1952，第147–148頁.
5. ↑  Oikonomides 1972，第250頁.
6. ↑  Hild & Hellenkemper 1990，第62, 403頁.
7. ↑  Hild & Hellenkemper 1990，第67–74, 403頁.

### 书籍
- Kazhdan, Alexander Petrovich (编). . New York, New York and Oxford, United Kingdom: Oxford University Press. 1991. ISBN 978-0-19-504652-6.
- Hild, Friedrich; Hellenkemper, Hansgerd. . Vienna, Austria: Verlag der Österreichischen Akademie der Wissenschaften. 1990. ISBN 3-7001-1811-2 （德语）.[]
- Oikonomides, Nicolas. . Paris, France: Editions du Centre National de la Recherche Scientifique. 1972  [2019-03-01]. （原始内容存档于2020-06-26） （法语）.
- Pertusi, A. . Rome, Italy: Biblioteca Apostolica Vaticana. 1952 （意大利语）.